# Pesnica pri Mariboru

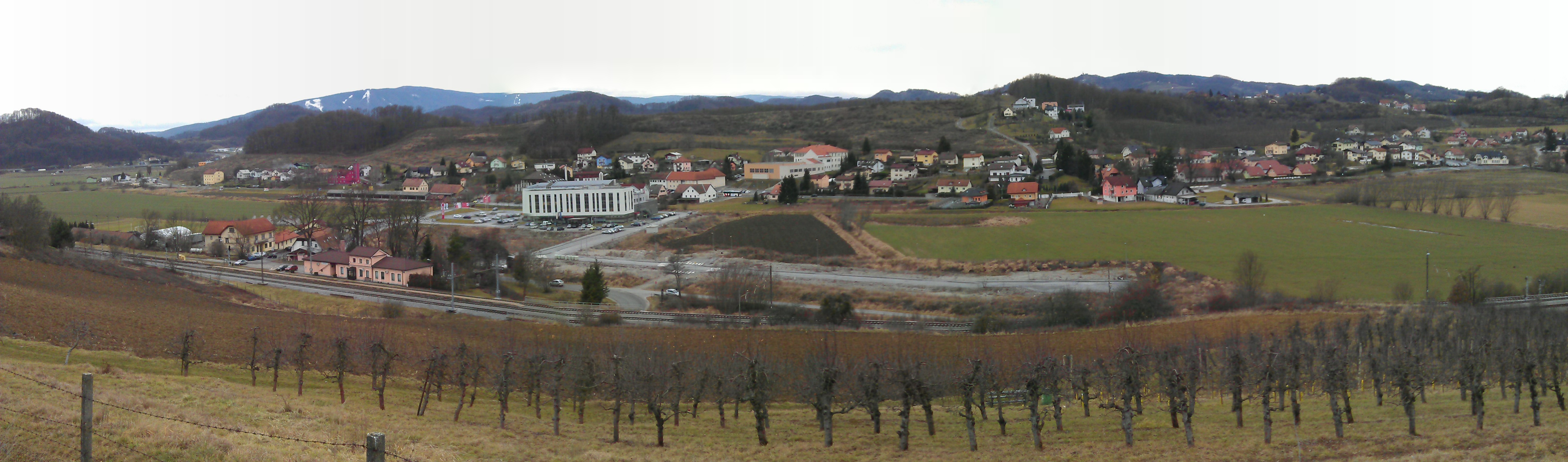
Panoramablick über Pesnica pri Mariboru von Osten

Die Ortschaft Pesnica pri Mariboru (deutsch (historisch): Pößnitzhofen, wörtlich: Pesnica bei Maribor) ist eine Ortschaft in der Region Štajerska in Slowenien. Sie ist Hauptort und Verwaltungssitz der 30 Ortschaften umfassenden Gemeinde Pesnica.

## Lage
Pesnica liegt etwa sechs Kilometer nördlich von Maribor nahe der Grenze zu Österreich in den Slovenske Gorice. Der Hauptort Pesnica pri Mariboru (Pößnitzhofen bei Marburg an der Drau) liegt auf 307 m. ü. A. am Fluss Pesnica (Pößnitzbach), welcher das Gemeindegebiet im Süden von West nach Ost durchfließt. Die Gegend ist geprägt durch sanfte Hügellandschaften und zahlreiche von Nord nach Süd ziehende Bachläufe.

## = Einzelnachweise
1. ↑  Population by settlements, detailed data, 1 January 2023. Abgerufen am 28. Januar 2024.
2. ↑  Karl-Reinhart Trauner: Konfessionalität und Nationalität: Die evangelische Pfarrgemeinde Marburg/Maribor im 19. und 20. Jahrhundert. Seiten 211, 370. Vandenhoeck & Ruprecht, 2019, ISBN 978-3-205-20891-4 (google.com [abgerufen am 22. August 2023]).
3. ↑  Pesnica pri Mariboru (Pesnica, Podravska, Slowenien) - Einwohnerzahlen, Grafiken, Karte, Lage, Wetter und Web-Informationen. Abgerufen am 29. Januar 2024.